# Süderoogsand

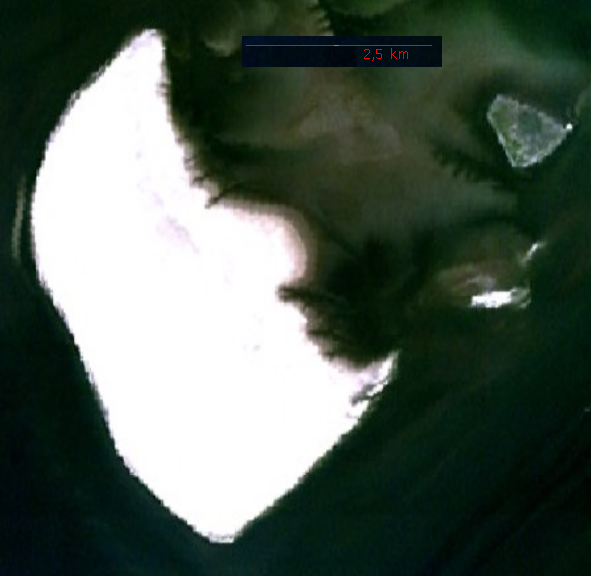
Ảnh vệ tinh chụp Süderoogsand

Süderoogsand (tiếng Bắc Frisia: Saruug Söön) là bãi cát lớn nhất trong đảo chắn Bắc Frisia thuộc Vườn quốc gia biển Wadden Schleswig-Holstein. Bãi cát này nằm về phía tây nam đảo Süderoog và Pellworm và về phía tây bắc của đô thị Westerhever thuộc bán đảo Eiderstedt. Süderoogsand nằm ở phía nam Norderoogsand và phía bắc dòng triều Rummelloch, có chiều dài khoảng 7 kilômét và chiều rộng tối đa vào khoảng 3,7 km. Diện tích của bãi ước chừng 16,6 km². Hiện bãi cạn đang dần bồi tụ về phía đông và đã "dịch chuyển" đến 40 mét về hướng này.

## Đèn báo hiệu

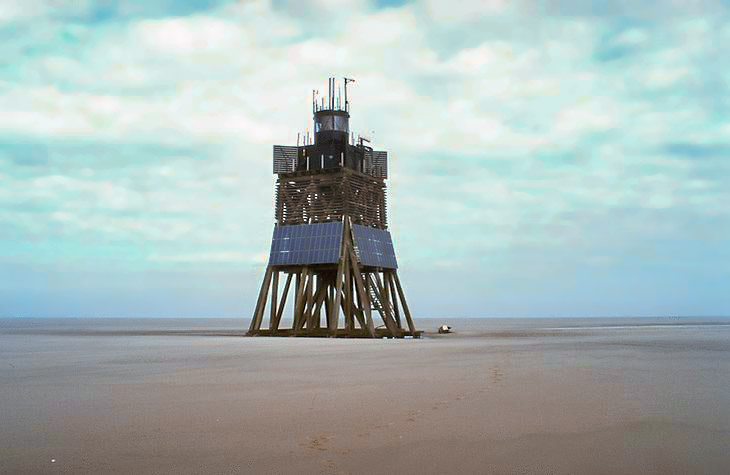
Đèn biển trên Süderoogsand

Năm 1867, chính quyền Phổ xây dựng một đèn báo hiệu bằng xà gỗ quét nhựa cây với chiều cao 24 m trên Süderoogsand để làm nơi trú ẩn cho người có tàu thuyền bị đắm. Năm 1891, đèn hiệu bị bão phá hủy và được người ta xây mới tại một địa điểm cách nơi cũ 20 m về phía nam. Năm 1940, phần đèn được thay thế và cấu kiện này trở thành một ngọn hải đăng. Gần đây nhất, một đèn biển được xây dựng xong vào mùa thu năm 1985 tại toạ độ 54°25′30″B 8°28′44″Đ / 54,425°B 8,47889°Đ. Cả tháp cao 19 m trong khi đèn cao 18 m so với mức triều trung bình. Hải đăng có đèn halogen 24V/100W hoạt động nhờ điện năng từ pin mặt trời. Cơ quan Đường thủy và Vận tải biển Tönning (tiếng Đức: Wasser- und Schifffahrtsamt Tönning) là đơn vị điều hành và bảo dưỡng hải đăng này.
Loài chim cắt lớn đến làm tổ trên ngọn đèn từ năm 1995 và đó là lần đầu tiên kể từ khi loài này biến mất khỏi địa phận bang Schleswig-Holstein. Năm 2010, có ba cặp cắt lớn đến sinh sản tại Süderoogsand.

## Xác tàu đắm
Vào thời điểm cuối năm 2012 - đầu năm 2013, người ta phát hiện ba xác tàu đắm gần hải đăng trên Süderoogsand. Đó là một xác tàu gỗ niên đại khoảng năm 1700, một xác tàu thép và một xác thuyền ba buồm Ulpiano của Tây Ban Nha. Chiếc Ulpiano bị mắc cạn vào đêm Giáng sinh năm 1870 khi đang trong chuyến hải hành đầu tiên của mình.